# Братья д’Аршамбо
Братья д’Аршамбо (фр. d'Archambeau) — три бельгийских музыканта, сыновья композитора и органиста Жана Мишеля д’Аршамбо.
Получили начальное музыкальное образование под руководством отца и в детские годы играли вместе с ним в квартете. В дальнейшем наибольшую известность получил Иван д’Аршамбо (1879—1955) — виолончелист, бессменный участник известного Квартета Флонзале (1902—1929). Фелисьен д’Аршамбо, альтист, также выступал в составе этого коллектива, но на протяжении всего лишь одного сезона 1924—1925 годов. Третий брат, Марсель д’Аршамбо (1868—1935), после окончания Льежской консерватории в 1893—1930 годах преподавал игру на фортепиано и валторне в Вервье, а также играл на валторне в оркестре городской оперы.